# Das schwarze Manifest
Das schwarze Manifest ist ein Roman aus dem Jahre 1996 von Frederick Forsyth, der zur Zeit nach dem eigentlichen Kalten Krieg hauptsächlich in Russland spielt. 

## Handlung
Durch Zufall gelangt ein Dokument, genannt das Schwarze Manifest, in die britische Botschaft in Moskau. Geschrieben wurde es von dem fiktiven Populisten Igor Komarov, einem aufstrebenden Politiker, der einen ambitionierten Wahlkampf führt und die
nächste Präsidentschaftswahl gewinnen möchte. Komarow ist in weiten Teilen dem russischen Rechtspopulisten Wladimir Schirinowski nachempfunden.
Das Manifest ist Komarovs Programmpapier, das dessen wahre, der Öffentlichkeit und dem Ausland sorgsam verschwiegene Pläne skizziert: Reinstallation der Sowjetunion mit feindlicher Unterwerfung der Satellitenstaaten, Vertreibung und Vernichtung der Juden vom russischen Territorium, Errichtung einer polizeidominierten Diktatur. 
Nachdem die Echtheit des Dokumentes erwiesen ist, müssen schnell Entscheidungen zur Beeinflussung der Wahl getroffen werden. Indes will die britische Regierung damit nichts zu tun haben und lehnt es ab, sich einzuschalten. Der ehemalige Chef des britischen Auslands-Geheimdienstes nimmt das Dokument daraufhin zu einem Treffen führender Persönlichkeiten mit, auf dem er grünes Licht zum Handeln erhält.
Er rekrutiert einen Geheimdienstler mit profunden Russland-Kenntnissen. Dieser soll nach langer Pause wieder nach Russland gehen und die Wahl Komarovs verhindern. Durch Zufall hat der Agent noch einen alten Kontakt in Russland, der in seiner Schuld steht und von dem er nun Unterstützung anfordert.

## Forsyths Intentionen
Wie für Frederick Forsyth charakteristisch, verbindet er kunstvoll tatsächliche Probleme Russlands in den Neunzigern mit Zukunftsvisionen, die  durchaus realistische Grundlagen haben: die tiefe Unsicherheit, in der sich Russland lange Zeit befunden hat, der beginnende Zerfall der föderalen Struktur boten stets Anlass zur Befürchtung, dass wieder eine Diktatur mit Gleichschaltung aller Staatsorgane drohen könnte. Die Sehnsucht nach dem verlorenen Status einer Weltmacht spielt durchaus bis heute in Russlands Außen- und Innenpolitik eine Rolle.
Forsyth, ein bekennender Konservativer, nennt als Abhilfe für die Probleme Russlands die Einführung der konstitutionellen Monarchie unter einem neuen Zaren. Ein gar nicht so kleiner Teil des Buches handelt davon, wie ein Land, in dem 80 Jahre vorher die beinahe absolute Monarchie abgeschafft und die Kaiserfamilie ermordet wurde, wieder auf einen Monarchen zukommen könnte, welche Anforderungen politischer und genealogischer Art an eine solche Person gestellt würden und wie man Bevölkerung und Politikern einen solchen Schritt schmackhaft machen könnte.

## Verfilmung
Das Buch wurde im Jahre 2005 mit Patrick Swayze in der Hauptrolle verfilmt. Die Filmhandlung basiert allerdings nur sehr lose auf der Handlung im Roman.

## Ausgabe
- Frederick Forsyth: Das schwarze Manifest. Aus dem Englischen von Wulf Bergner, zuletzt Goldmann-Taschenbuch, München 2006, ISBN 978-3-442-45752-6.